# Pieter Gabry
Pieter Gabry, auch Petrus Gabry (* 25. November 1715 in Amboina; † 7. Mai 1770 in Den Haag) war ein niederländischer Jurist, Astronom und Naturforscher.

## Leben
Pieter Gabry studierte ab 1734 an der Universität Groningen und ab 1739 an der Universität Utrecht Recht, promovierte mit seiner Disputatio juridica inauguralis de causis excusandi tutores vel curatores 1740 unter dem Rektor Abraham Wieling und war anschließend vermutlich noch bis 1744 in Utrecht. Ab 1744 wirkte er als Jurist am holländischen Gerichtshof „Hof van Holland“ in Den Haag. Er beschäftigte sich  mit meteorologischen und astronomischen Beobachtungen und veröffentlichte seine dabei gewonnenen Erkenntnisse in mehreren Publikationen.
Im Jahr 1753 wurde Pieter Gabry Mitglied der im Jahr zuvor in Haarlem gegründeten Hollandsche Maatschappij der Wetenschappen und am 15. März 1753 wurde er unter der Präsidentschaft des Politikers und Astronomen George Parker, 2. Earl of Macclesfield Fellow der Royal Society.
Pieter Gabry wurde am 16. April 1768 unter der Präsidentschaft des Mediziners Andreas Elias Büchner mit dem akademischen Beinamen Conon unter der Matrikel-Nr. 702 als Mitglied in die Kaiserliche Leopoldino-Carolinische Akademie der Naturforscher aufgenommen.

## Schriften
- Disputatio juridica inauguralis de causis excusandi tutores vel curatores. Apud Alexandrum van Megen, Traiecti ad Rhenum 1740 (Digitalisat)